# متس برگمان
متس برگمان (انگلیسی: Mats Bergman؛ زادهٔ ۵ مهٔ ۱۹۴۸) بازیگر اهل سوئد است. 
از فیلم‌ها یا مجموعه‌های تلویزیونی که وی در آن‌ها نقش داشته است، می‌توان به فانی و الکساندر، جای نگرانی نیست، به خودت بیا، عزیزم! و ییم و دزدان دریایی بلوم اشاره کرد.